# تيم فوستر
تيم فوستر (بالإنجليزية: Tim Foster)‏ (3 يوليو 1969 بسانت بول في الولايات المتحدة - ) هو محامي ولاعب كرة قدم أمريكي في مركز الدفاع. لعب مع Minnesota Thunder ‏ وIndiana Blast ‏.